# Móng Cái
Móng Cái ist eine Stadt in der Provinz Quảng Ninh in Vietnam. Sie liegt an der Grenze zur Volksrepublik China gegenüber der Stadt Dongxing in der Autonomen Region Guangxi, mit der sie durch zwei, demnächst drei Grenzübergänge verbunden ist. Die Grenze wird durch den Fluss Beilun (vietnamesisch Sông Ka Long) bzw. seinen in der Stadt nach Osten abzweigenden Mündungsarm  (vietnamesisch Sông Bắc Luân) gebildet. Die Provinzstadt Móng Cái hatte 2019 eine Einwohnerzahl von 108.553. Die Stadt verfügt seit 2008 über das Stadtrecht und besitzt den Status einer Provinzstadt der 2. Klasse.

## Wirtschaft
Aufgrund seiner geografischen Lage ist die Stadt ein Zentrum des Handels zwischen China und Vietnam. Es ist auch die Heimat mehrerer täglich geöffneter Märkte, auf denen Produkte aus China an Händler und an Touristen verkauft werden. Viele der städtischen Kaufleute kommen aus China und beginnen ihre Geschäfte normalerweise am Morgen und kehren am späten Nachmittag über die Grenze zu ihren Häusern zurück. Sein Status als Handelszentrum macht Móng Cái zu einer der wohlhabendsten Städte in Vietnam.
Der nahe gelegene Strand Trà Cổ in Móng Cái zieht viele vietnamesische Touristen an, die jedes Jahr aus Hanoi oder Haiphong kommen. Mit zwei Fünf-Sterne-Hotels und einer großen Anzahl privater Hotels und Pensionen kann Móng Cái vielen Touristen mehr als angemessene Unterkünfte bieten.

## Galerie

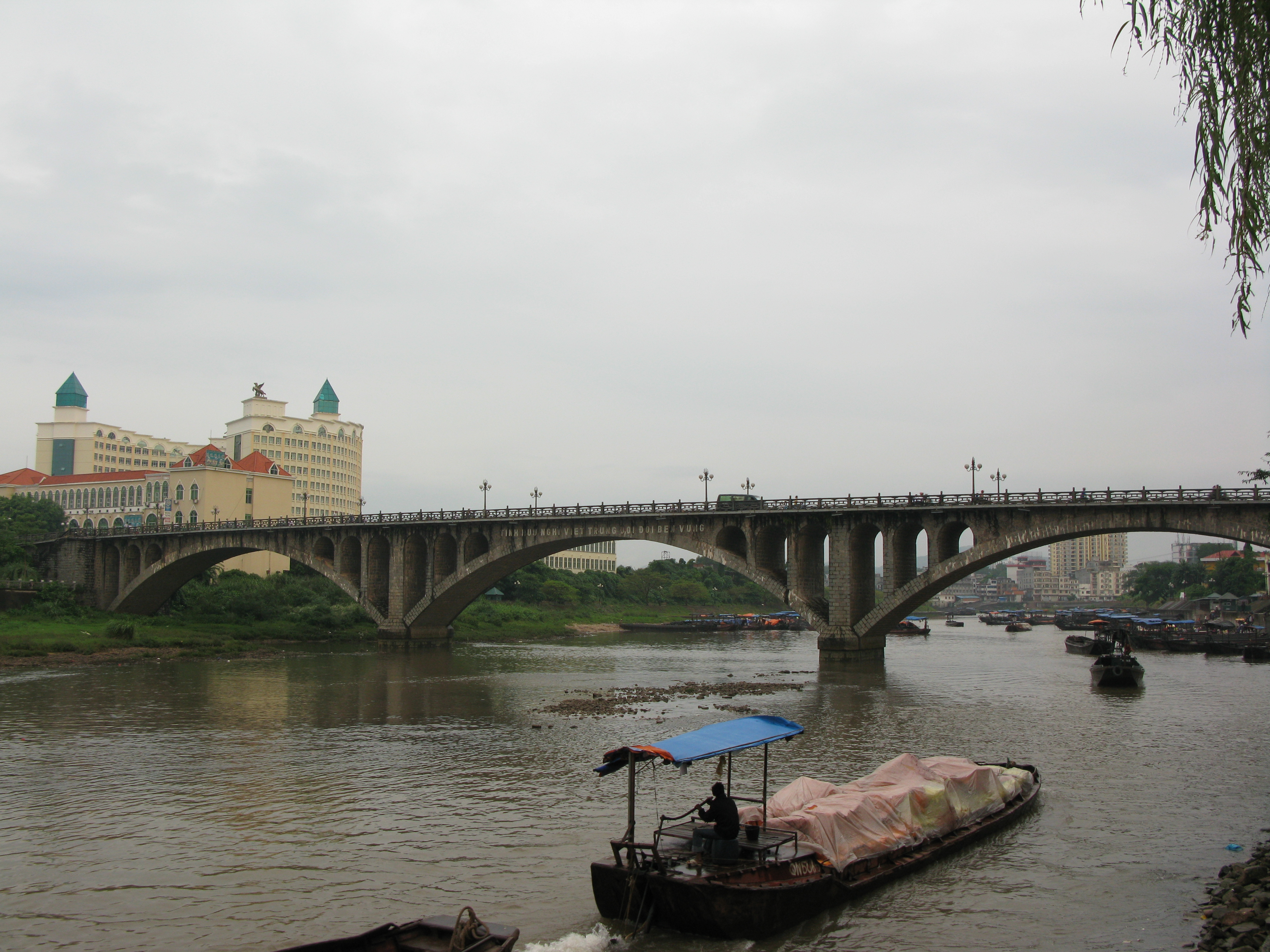
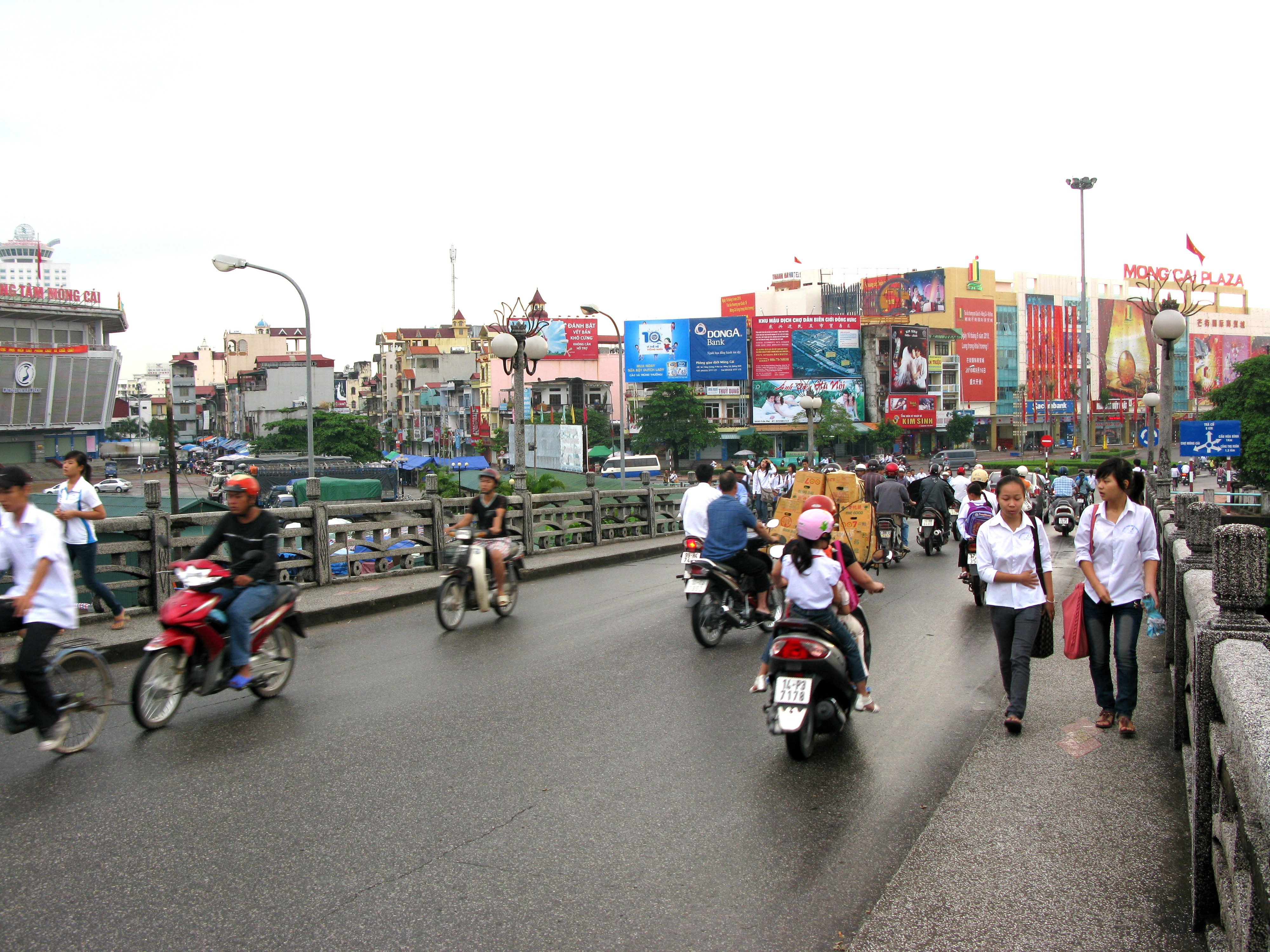
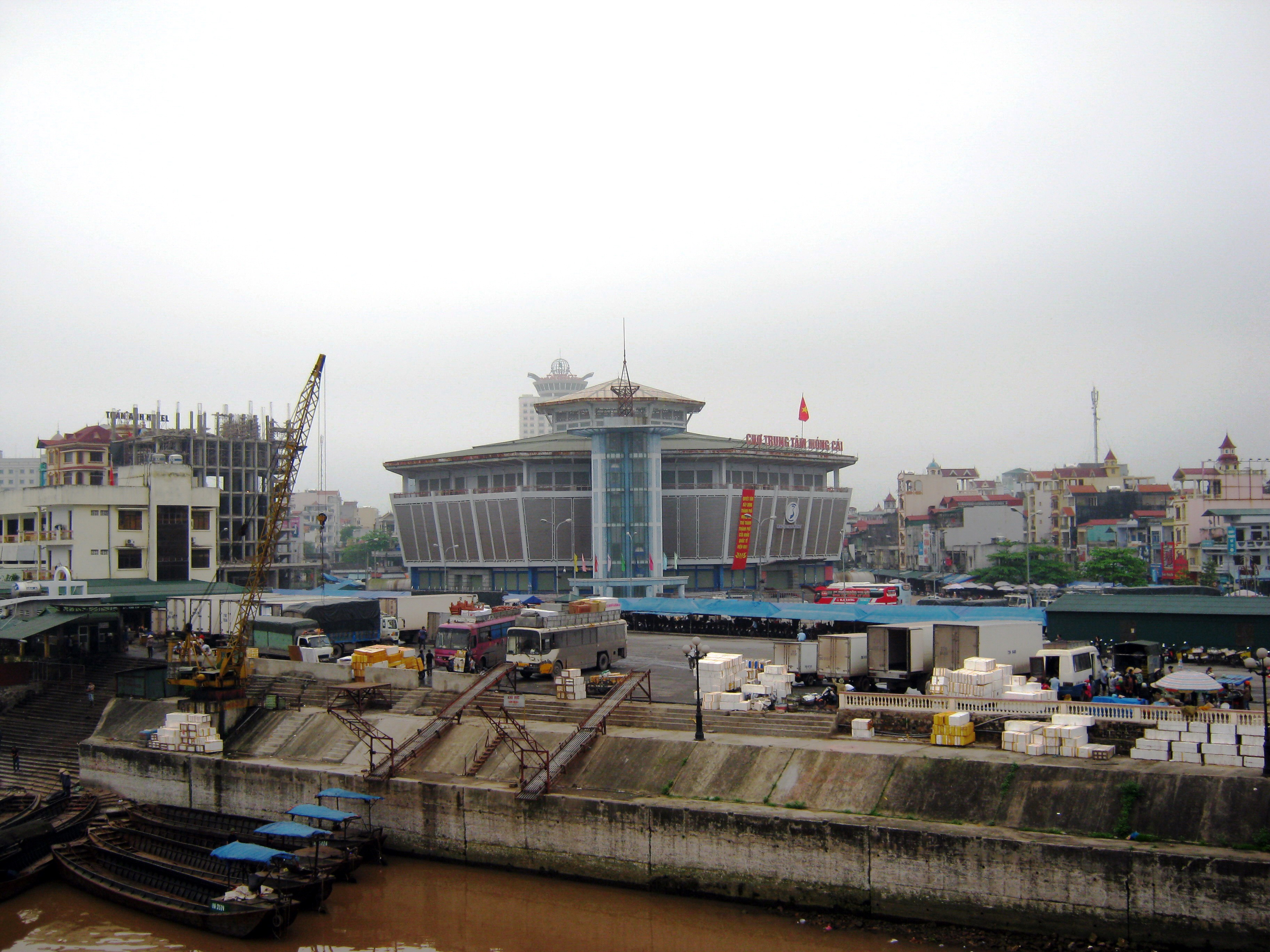
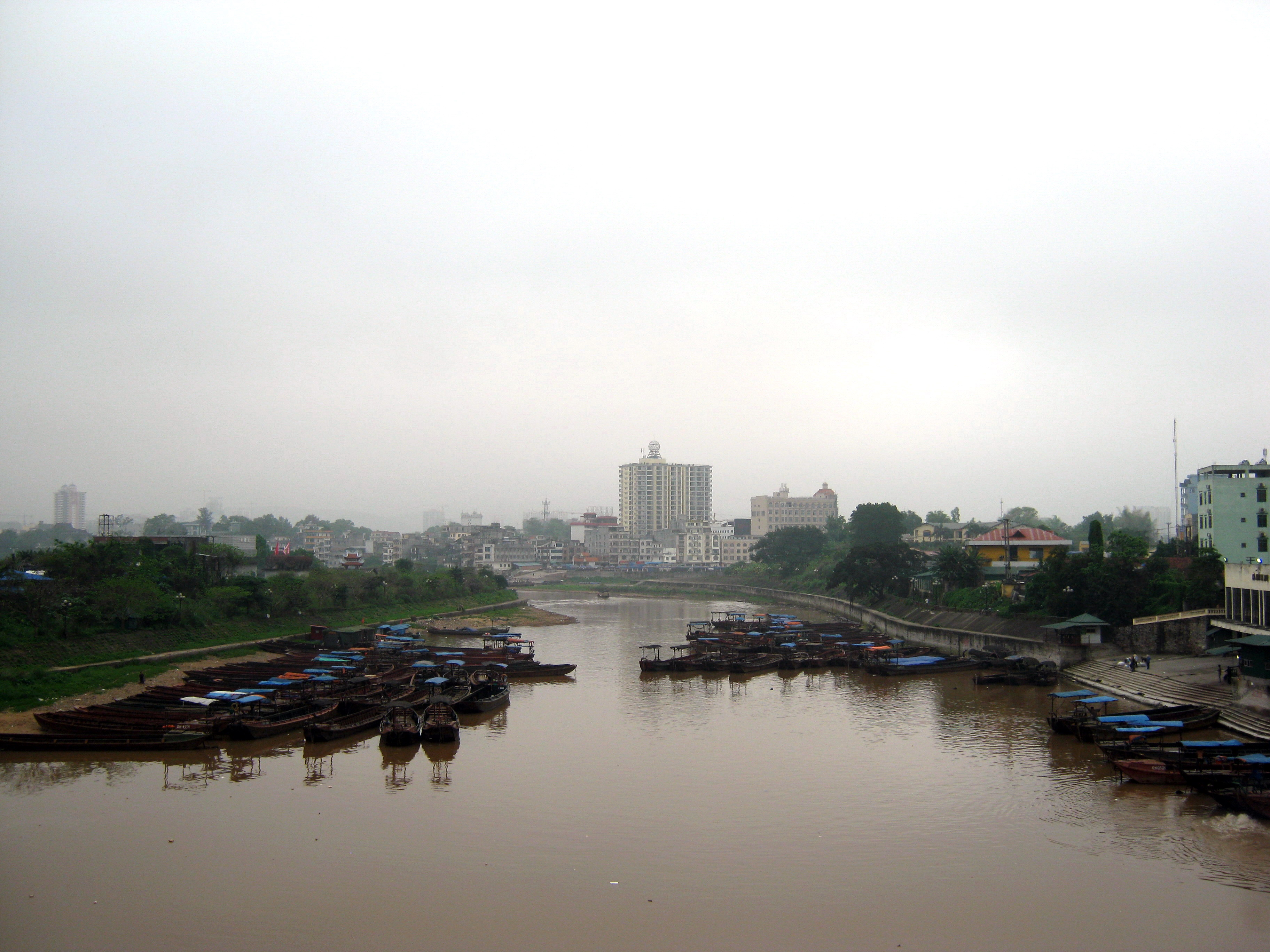
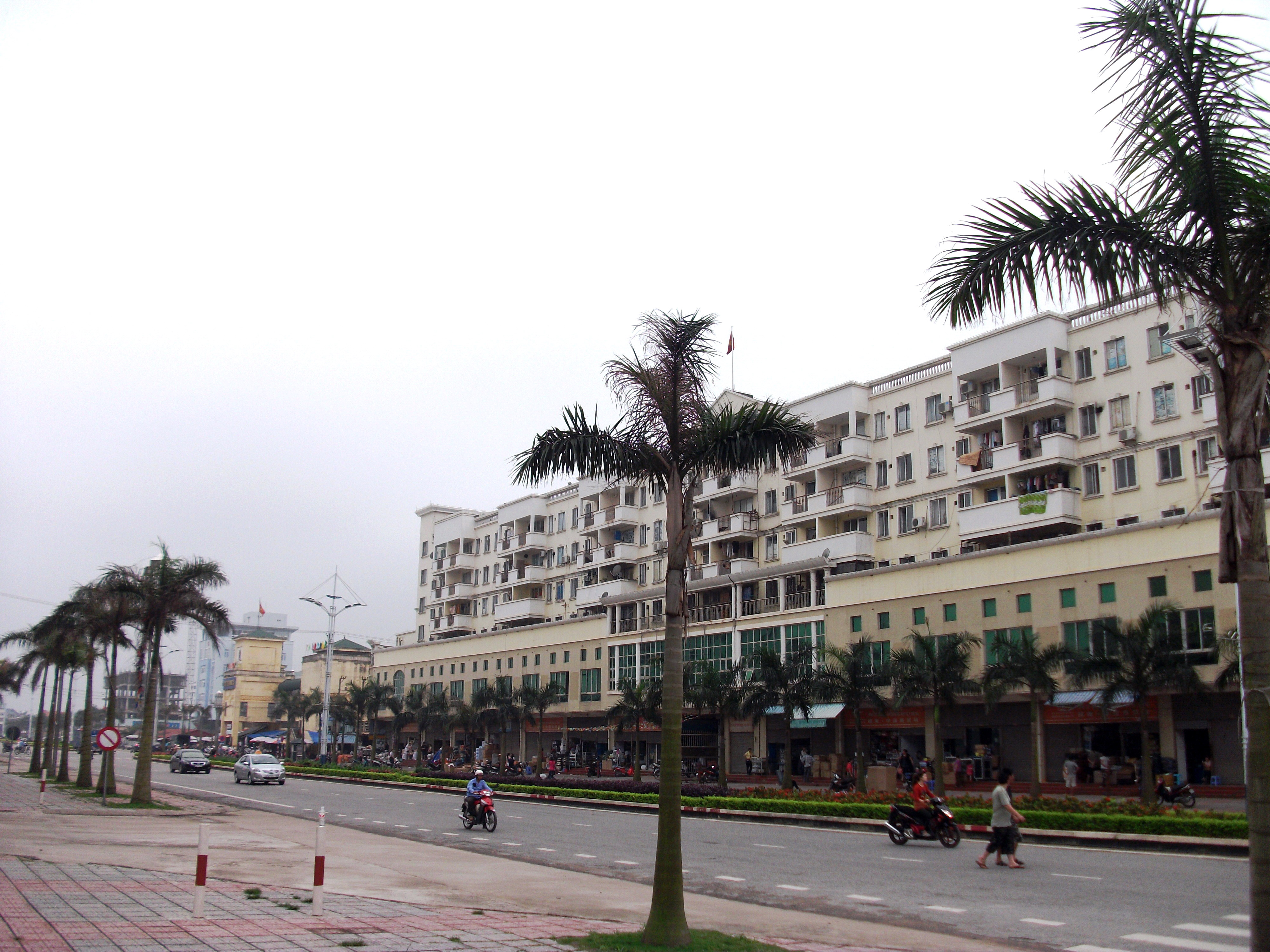
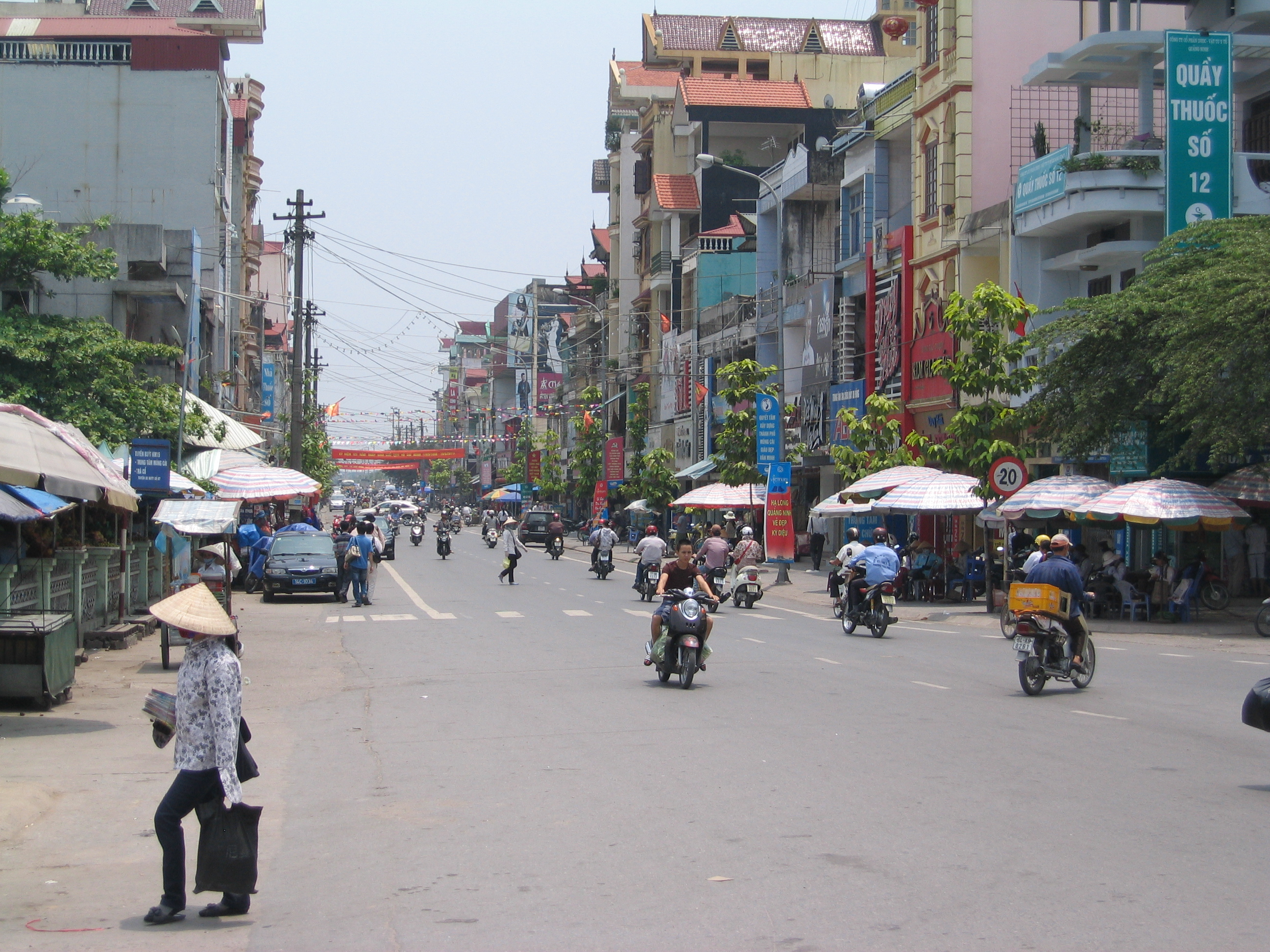

## Persönlichkeiten
- Lương Thị Thu Thương (* 2000), Fußballspielerin